# Carnaval Sauvage
Carnaval Sauvage is een jaarlijkse carnavalsstoet die plaatsvindt in de Brusselse Marollenwijk die bij elke editie begint op, het kloppend hart van de wijk, het Vossenplein. De stoetgangers dragen zelfgemaakte pakken, die vaak uit gerecycleerde materialen zoals drankblikjes worden gemaakt en lopen vervolgens al dansend door de stad. De stoet eindigt altijd bij Tour& Taxis, waar dan een groot vreugdevuur gebouwd wordt en hun pakken ritueel verbrand worden. In 2022 vierde het carnaval zijn 10de editie.
In 2021, tijdens de volle coronacrisis, vond er ook in andere Waalse steden een eigen variant van Carnaval Sauvage plaats. Onder andere in Louvain-la-Neuve vond een illegale betoging plaats.

## Profilering
De carnavalstoet profileert zich als een soort protest tegen allerlei invloeden die in de stad heersen, van politieke tot financiële en immobiliën belangen. Ze zijn tegen de politieke elite die naar hun gevoel, te veel macht heeft in de stad. Uit protest tegen de macht van de politieke regering wordt er nooit een vergunning aangevraagd voor de stoet.

## Conflicten
De stoet staat ervoor bekend om zijn frequente incidenten met de ordediensten. Quasi elke editie komt het tot een confrontatie met de politie tijdens het branden van het vreugdevuur. Zonder overleg met de gemeente en de hulpdiensten mag men geen vreugdevuur bouwen, de organisatie van Carnaval Sauvage houdt zich hier niet aan. Bij de laatste editie in 2022 zijn er meerdere gewonden afgevoerd naar het ziekenhuis nadat de politie met mankracht en het waterkanon de menigte uit elkaar probeerde te drijven. De politie voelde zich hiertoe genoodzaakt nadat meerdere oproepen voor het bewaren van de coronamaatregelen weinig effect hadden. Volgens de carnavalsvereniging was er sprake van overbodig “niet te rechtvaardigen” politiegeweld. Politiewoordvoerder Christophe Claessens zegt geprobeerd te hebben in dialoog te gaan met de stoetgangers, maar dit had weinig resultaat waardoor ze uiteindelijk de stoet uiteen moesten drijven.